# Hawker Fury

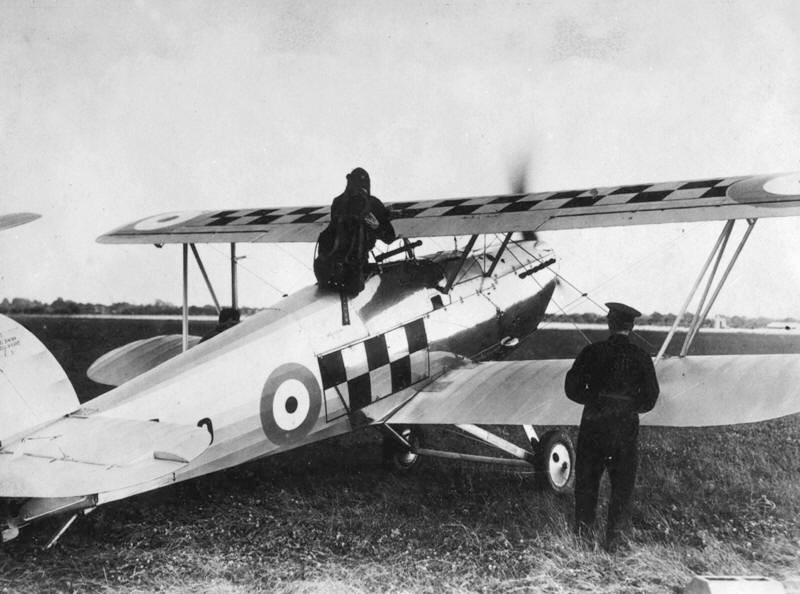

Hawker Fury är ett brittiskt stridsflygplan från mellankrigstiden. Planet är utrustat med två Vickerskulsprutor och har en maxhastighet på 333 km/h.